# Сосновский, Анджей
Анджей Сосновский (пол. Andrzej Sosnowski; 29 мая 1959, Варшава) — польский поэт, прозаик и переводчик.

## Биография
Окончил факультет английской филологии Варшавского университета. Сейчас работает на кафедре американской литературы столичного университета. Сотрудник редакции польского ежемесячного журнала мировой литературы «Literatura na Świecie».
Член Ассоциации польских писателей.
Лауреат многих польских литературных премий, в том числе ежемесячника «Odra», премии Фонда имени Косцельских и Вроцлавской поэтической премии Silesius (2008).

### Творчество
Автор поэтических сборников и прозаических произведений. Метафорическая поэзия A. Сосновскогo, по мнению польских критиков, представляет собой уникальное явление в современной польской литературе.

## Сборники поэзии
- Życie na Korei, 1992
- Dom bez kantów, 1992
- Sezon na Helu, 1994
- Oceany, 1996
- Stancje, 1997
- Cover, 1997
- Zoom, 2000
- Wiersze, 2001
- Taxi, 2003
- Gdzie koniec tęczy nie dotyka ziemi, 2005
- Dożynki, 2006
- Po Tęczy, 2007
- Poems, 2010.

## Проза
- Nouvelles impressions d’Amerique, 1994
- Konwój. Opera, 1998.

## Переводы
Переводит на польский язык произведения американских авторов, в частности, Джона Эшбери, Эзры Паунда, Элизабет Бишоп, Рональда Фербенка и многих др.